# ヌクレオシドオキシダーゼ (H2O2形成)
ヌクレオシドオキシダーゼ (H2O2形成)（nucleoside oxidase (H2O2-forming)）は、次の化学反応を触媒する酸化還元酵素である。
反応式の通り、この酵素反応は二段階で起こる。まず、アデノシンから5'-デヒドロアデノシンへ酸化され、さらに9-リブロノシルアデニンまで酸化される。補因子としてFADを用いる。
組織名はnucleoside:oxygen 5'-oxidoreductase (H2O2-forming)である。